# 井谷昌喜
井谷 昌喜（いたに まさき、1941年11月6日 -）は、日本の小説家、推理作家。北海道生まれ。法政大学法学部卒業。読売新聞社北海道支局、本社編集局社会部等に勤める。
1998年、『クライシスF』で第1回日本ミステリー文学大賞新人賞を受賞した。

## 作品リスト
- 貪食細胞 （1986年8月、光風社出版）
- 裁かれる受胎 （1987年12月、光風社出版）
- 標的ウイルス （1988年11月、徳間書店）
- 細菌ストーム （1989年12月、徳間書店）
- 電脳細菌殺人事件 （1992年12月、徳間書店 トクマ・ノベルズ）
- クライシスF （1998年3月、光文社／1999年8月、光文社文庫） - 第1回日本ミステリー文学大賞新人賞受賞作
- サラブレッドの亡霊 （1999年5月、光文社 カッパ・ノベルス）